# Flugschrift

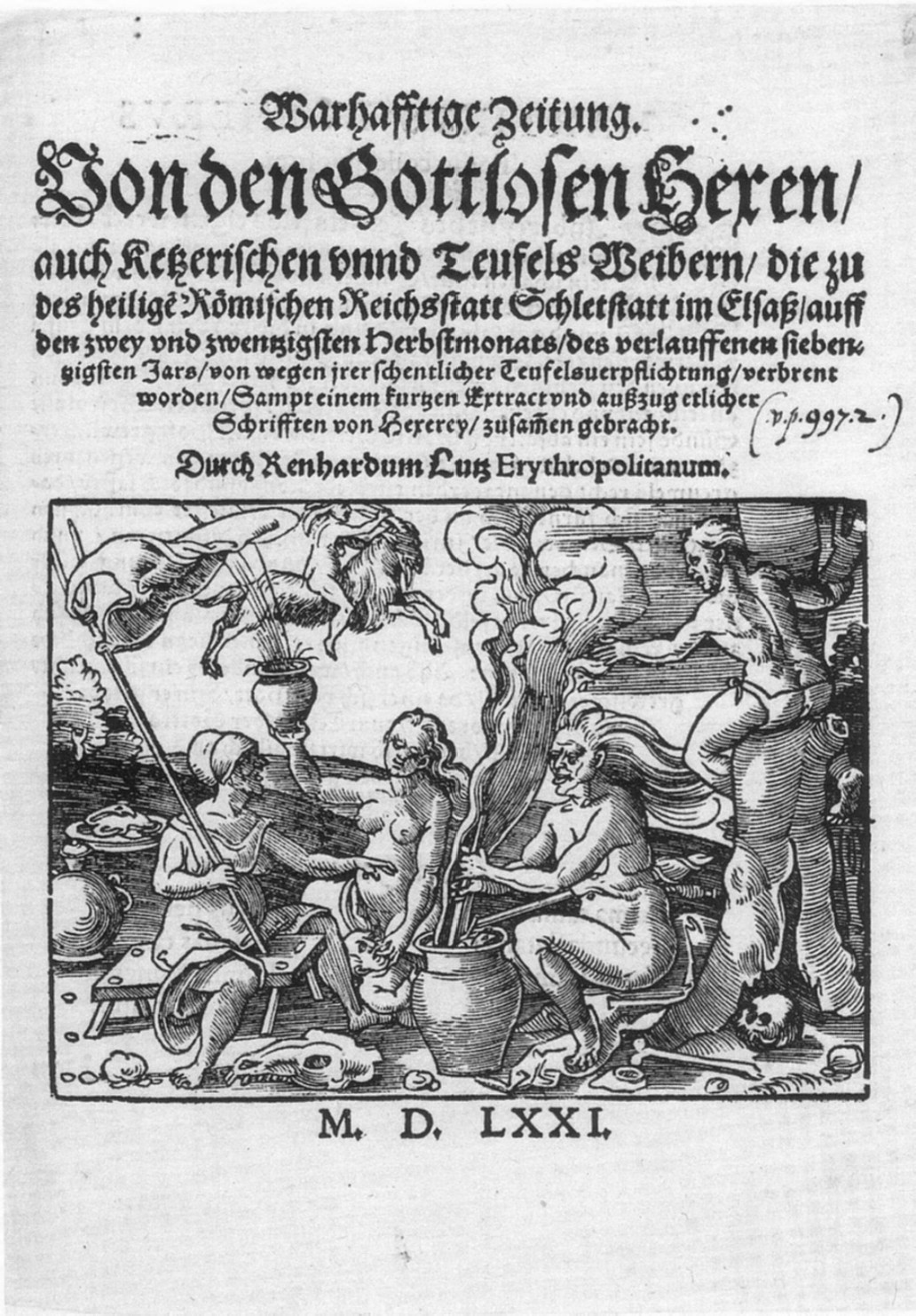
Flugschrift von Reinhard Lutz: „Warhafftige Zeitung von den Gottlosen Hexen“ (1571)

Als Flugschrift bezeichnet man eine einzeln verbreitete, nicht regelmäßig erscheinende Druckschrift mit einem Umfang von mehreren Seiten, meist mindestens vier (im Unterschied zu dem aus einem Blatt bestehenden Flugblatt).

## Geschichte und Definition

### Anfänge der Flugschriften
Die Flugschrift setzte die Technologie des Buchdrucks von Gutenberg voraus. Es gibt sie seit dem 15. Jahrhundert. Die zu besonderen Gelegenheiten produzierten Flugschriften gehören zu den ersten Medien der Massenkommunikation und gehen den Wochenschriften und Tageszeitungen voraus. Sie dienten zur aktuellen Information, schon damals oft in reißerischer Aufmachung, wurden zur politischen Propaganda, zur religiösen Ermahnung oder Polemik benutzt (etwa in der Zeit der Reformation). Sie veröffentlichten damals schon kontroverse Stellungnahmen zu aktuellen Ereignissen und versuchten, das Meinungsbild zu beeinflussen.
Oft erscheinen und erschienen Flugschriften anonym oder unter einem Pseudonym. Manchmal sind sie von Autoritäten oder Behörden herausgegeben oder täuschen dies vor. In Kriegen und Revolutionen hat die Flugschrift eine besondere Bedeutung. Bereits im 16. Jahrhundert enthielten Flugschriften mitunter drastische und erschreckende Illustrationen (Holzschnitte) von Kriegsszenen oder religiösen Szenen, wie Teufelsabbildungen. Die frühen Flugschriften waren recht teuer und aufgrund des Analphabetismus nur für die Gebildeten, für die höheren Stände erschwinglich und nützlich.
Im Gegensatz zum Flugblatt sind sie meist ohne Abbildungen oder Bilder. Zu den „Neuen Zeitungen“ haben sie sich durch die beinhaltete Meinung abgegrenzt, Zeitungen sind sehr viel neutraler, sie beinhalten zwar auch meinungsaussagende Textformen, aber am meisten Nachrichten, die relativ neutral dargestellt werden.

### Reformationszeit
Inhaltlich grenzen sich die Flugschriften der Reformationszeit nach Definition von Werner Faulstich dadurch von den Flugblättern ab, dass sie offener agitieren und beeinflussen sollten. Es war neu, dass Beeinflussung nicht mehr ausschließlich mündlich stattfand, etwa durch den Prediger, und nicht mehr an den einzelnen Anlass gebunden war.
Die meisten Flugschriften und Flugblätter erschienen in großen Städten, Handels- und Nachrichtenzentren. Vor allem in Nürnberg, Straßburg, Frankfurt und Augsburg (Fuggerzeitung) wurden zahlreiche Flugschriften und -blätter verkauft.
Flugschriften spielten eine entscheidende Rolle im Kampf Martin Luthers für die Verbreitung der Ideen der Reformation und deren Durchsetzung. Seine Sendschreiben waren überaus erfolgreich: Allein seine Adelsschrift von 1520 („An den christlichen Adel deutscher Nation“) war in der ersten Auflage schon nach wenigen Tagen vergriffen – trotz einer Auflage von 4000 Exemplaren, was für damalige Verhältnisse sensationell hoch war. Ein Jahr später  veröffentlichte Philipp Melanchthon, zusammen mit Johannes Schwertfeger, das „Passional Christi und Antichristi“, die Abbildungen stammen von Lucas Cranach d. Ä.  Auch andere Theologen und Aufrührer verfassten Flugschriften, zum Beispiel Johannes Eck und Thomas Müntzer. Nach 1525 dient die Flugschrift dann überwiegend den Kanzleien und Theologen, die bei den aufkommenden Spaltungs- und Sektenbewegungen für ihre „wahre“ Richtung propagieren. Zwischen 1501 und 1530 erschienen etwa 10.000 Flugschriften mit religiösem oder/und politischem Inhalt, zumeist waren scharfe Kritik und satirische Darstellungen der Situation der Inhalt. Unter anderem waren Hans Sachs und Albrecht Dürer Verfasser von Flugschriften. In der Reformationszeit hatte die Flugschrift Hochkonjunktur. Weitere sehr wichtige Themen waren Kriegsberichte, zum Beispiel über die Türkenkriege. Insbesondere im Raum der Alten Eidgenossenschaft wurden Schlachtlieder in Form von Flugschriften verbreitet und über mehrere Jahrzehnte immer wieder neu aufgelegt.
Flugschriften präzisierten Meinungen, die in der Bevölkerung bereits in großen Teilen diffus vorhanden waren. Eine ähnliche Funktion schreibt man heute häufig den modernen Politmagazinen zu. Man darf aber in der Betrachtung nicht vergessen, dass Flugschriften sich nicht um irgendeine Art von Objektivität bemühten. Sie sind daher am ehesten vielleicht mit heutigen politischen Pressemitteilungen, Info-Broschüren von Interessensverbänden oder Positionspapieren vergleichbar.
Hexenzeitungen, die als Flugschriften herausgegeben wurden, spielten bei der Hexenverfolgung eine Rolle.
Aufgrund der Popularität des „neuen Mediums“ Flugschrift, es wurden zahllose kritische und die Obrigkeit kritisierende veröffentlicht, wurde im Heiligen Römischen Reich 1529 die staatliche Zensur eingeführt.
Auch die Flugschrift der Reformationszeit war nicht kostenlos. Vielmehr verdienten Verfasser und/oder Drucker häufig gut an ihnen. So weiß man von Martin Luther, dass er zeitweilig mit seinen Flugschriften doppelt so viel verdiente wie mit seiner Tätigkeit als Pastor. Auch Thomas Müntzer verdiente an seinen Flugschriften.
Im Zusammenhang der von Wittenberg ausgehenden Bewegung traten auch andere Autoren publizistisch hervor. Berechnungen zufolge wurden alleine im Jahr 1524 ca. 2.400 Flugschriften mit einer geschätzten Gesamtanzahl von 2,4 Millionen
Exemplaren veröffentlicht.
Die Bereitschaft von Menschen in der frühen Neuzeit, für politische Agitation Geld zu bezahlen, war teils begründet in ihrem Verlangen nach jeglicher Art von Information; andererseits waren lediglich 10 bis 15 Prozent der Bevölkerung alphabetisiert. Somit konnten sehr viele Menschen auch nicht durch Flugschriften oder Flugblätter informiert werden.

### 17. und 18. Jahrhundert
Im 17. und 18. Jahrhundert verschwindet das Flugblatt mehr und mehr aus dem Medienverbund und besonders kleinformatige Flugschriften prägen die Lebenswelt in städtischen Gebieten Europas.
Die Auflagen von Flugschriften-Titeln stiegen regelmäßig an, sobald Dissens und unterschiedliche Interpretationen herrschten. Von einer Vielzahl von Akteuren wurden Flugschriften in urbanen Räumen um 1700 regelrecht als papierne Gegenwartsbeschleuniger eingesetzt, die wie „Impulse im medialen Resonanzraum“ wirkten. Spätestens seit dem 17. und 18. Jahrhundert wurde mit Flugschriften regelmäßig auch Politik gemacht oder zumindest versucht, Politik vor einem „Publikum“ zu beeinflussen. Die dabei zahlreich produzierten Flugschriften-Duelle waren publizierte Antworten- und Kommentarsschleifen zu lokalen, regionalen oder überregionalen Themenfeldern, die aufgrund ihrer Vitalität als „Ping-Pong“-Dynamik interpretiert worden sind.

### 19. Jahrhundert
Eine bekannte Flugschrift aus dem Jahre 1834 ist Der Hessische Landbote. Durch die Erfindung und Einführung des Steindrucks wurde es Anfang des 19. Jahrhunderts möglich, die Schriften schneller, billiger und in größeren Auflagen zu drucken und zu verbreiten. Die politischen Hauptthemen waren nun die Auswirkungen der Französischen Revolution, die Weberaufstände und die Befreiungskriege.

## Gattungen
- Traktat, Pamphlet
- Predigt, Gebet
- Erlass, Bescheid
- Epistel, Dialog
- Lied, Gedicht
- Kalender, Broschüre